# Uz Bence (film)
Az Uz Bence 1938-as fekete-fehér magyar romantikus film Jávor Pál, Bordy Bella és Szilassy László főszereplésével. A film Nyirő József, erdélyi magyar író, katolikus pap azonos című regényéből készült adaptáció.

## Történet
|  | Alább a cselekmény részletei következnek! |

Bagyoni László egy kis székely faluban újságszerkesztésbe kezd. Ionescu, egy helybeli román lakos, aki nem mellesleg a jegyző lányának, Leticiának a vőlegénye, feljelenti Bagyonit. Nemcsak azért teszi ezt, mert gyűlöli a magyarokat, hanem azért is, mert féltékeny rá Leticia miatt, nem alaptalanul. Amint feljelentette Bagyonit, a lány figyelmezteti a férfit, így nem sikerül elkapniuk. Bagyoni a hegyekbe menekül barátjához, Uz Bencéhez, aki menedéket nyújt neki, amíg a hatóságok elfeledkeznek róla. Bence egyedül él egy kunyhóban medvéjével, Kántor úrral, melyet kutya helyett tart, hiszen a medvetartásért nem kell adózni. Itt, a havasokban találkozik a helybeli öregekkel is, akik ellátják néhány jó tanáccsal és életbölcsességgel.
Bence munkát akar vállalni a faluban. Útkaparó szeretne lenni, hogy a fizetéséből elvehesse régi szerelmét, Emer Julist. Ehhez azonban nyelvvizsgát kell tennie román nyelvből a községházán, a jegyző, az inspektor és Ionescu előtt. Ő azonban, mivel „nem akar hencegni" román nyelvtudásával, hol magyarul, hol németül felel – bár tökéletesen beszéli a román nyelvet, nemigen akarja elfogadni, hogy csak így kaphat munkát. Ezért el is buktatják a vizsgán, mire ő visszamegy a hegyekbe, és más pénzkereseti forrás után néz. Megegyezik egy örmény kereskedővel, miszerint fákat szerez neki az erdőből. A szebb fák gyökerét és törzsét úgy alakítja, hogy azok a következő viharnál kidőljenek, és az örmény megszerezhesse őket. Kap is ötezer lej előleget a munkájáért, amit a „takarékjába", egy odúba helyez. Még aznap este vihar támad, és villám csap a rejtekhelyébe, így a pénze megsemmisül. Bence nem adja fel, a vadászatból remél bevételt, hiszen az erdőben vadászók csak azután ejthetnek el vadat, miután fizettek neki – hiszen neki „személyes ismerőse minden állat" és csak azokat lehet lelőni, amelyiket ő erre megkéri. A vadászatra érkezők között ott van Ionescu és Leticia is. A furfangos székely legény a társaságnak Bagyonit az öccseként mutatja be. Amíg Bence odakint egyezkedik a vendégekkel, addig odabent Bagyoni és Leticia egymásra találnak.
Miután elég pénzt gyűjtött, Bence lemegy a faluba megkérni Julis kezét. Szerelme házához érve nagy csalódás éri: javában zajlik Julis és a helyi asztalos lakodalma. Mivel Bence hosszú ideje nem jelentkezett, a lány bánatában elfogadta az asztalos ajánlatát, és megesküdött vele. Bence a pénzt és Julisnak szánt ajándékot eldobva visszaballag Kántor úrral a havasokba. Oda, ahol mindig menedéket talál a bánat, a szerelmi csalódás és a pénztelenség elől. Legközelebb akkor hall Julisról, amikor megszületik a kisfia, akit Bencének keresztelnek. Első megdöbbenését szomorúság váltja fel, amikor azt is közlik vele, hogy a család elszegényedett: a férj halálos beteg és már legalább egy éve nincs munkája. Bence elkeseredésében névtelenül küld nekik egy zsák búzát, szalonnát és kolbászt. Ez a férj egészségén nem segít, és hamarosan elhalálozik.
Julis az urát csak hitelből tudja eltemettetni, a költségekért két hónapig kell szolgálnia. Erre az időre a kisfiát Bencére bízza, aki emellett dolgozik is, hogy besegítsen Julisnak, és átvállalja a temetés költségeinek felét. Julisnak így csak egy hónapot kelljen dolgoznia a kettő helyett. Az egy hónap letelte után Julis visszaviszi a gyermekét a faluba, Bence azonban még nem megy velük.
A film számtalan helyen mutatja be a székely ember furfangosságát, és az élethez, a nagyvilághoz való hozzáállását. Az első kettőt elsősorban Uz Bencén keresztül, például amikor a Bagyonit elfogni akaró jegyzőt és csendőrt leitatja, amikor medvevadászatot imitál a vadásszal, vagy amikor Mózsit, akinek háromszáz lejjel tartozik, elkergeti otthonától. Az utóbbit tehát, a székelyek világnézetét, a 104 éves Marci bácsi szájából ismerhetjük meg, aki nagyon bölcsen megállapítja: „Az embernek is vannak gyökerei, csak nem látszanak!". És ezek azok a gyökerek, amik visszahúzzák az embert a szülőföldjére. Tanúi lehetünk Bagyoni szemlélete megváltozásának, aki eddig a hegyekben élők leköltözését szorgalmazta, ezután a néhány hónap után viszont a havasok rabjává válik.
|  | Itt a vége a cselekmény részletezésének! |

## Szereplők
- Jávor Pál – Uz Bence
- Bordy Bella – Emre Julis
- Szilassy László – Bagyoni László
- Mály Gerő – Moduván, jegyző
- Ölvedy Zsóka – Leticia, Moduván lánya
- Bihari József – Marci bácsi
- Tompa Sándor – Mózsi
- Greguss Zoltán – Ionescu
- Gárday Lajos – Barza, inspektor
- Baló Elemér – Asztalos
- Misoga László – Emre gazda, Julis apja
- Zala Karola – Bagyoniné, Bagyoni László anyja
- Bilicsi Tivadar – Lajos, vadász
- Kiszely Ilona – Gizike
- Dózsa István – Örmény
- Gonda György – Gazda
- Hoykó Ferenc – Székely legény